# Commune urbaine (Ukraine)
Pour les articles homonymes, voir Commune urbaine.
Une commune urbaine (en ukrainien : Селище міського типу, selychtche mis'koho typou) était la désignation officielle d'un certain type de localité, utilisée en Ukraine et dans 9 autres pays issus de l'ancienne Union soviétique.

## Description
C'est une localité intermédiaire, par ses caractéristiques et par son statut, entre une ville (misto) et une commune rurale. Une commune urbaine ne se distingue pas nécessairement d'une commune rurale par sa taille ou par sa population, mais elle possède des caractères socio-économiques qui la rendent économiquement indépendante de l'agriculture.
En Union soviétique, les critères des communes urbaines étaient fixés par chaque république soviétique, mais avec des différences minimes d’une république à l’autre.
En 1981, le Soviet suprême de la République socialiste soviétique d'Ukraine définit la commune urbaine comme :
- une localité qui n'a pas moins de 2 000 habitants, comprenant au moins deux tiers d'ouvriers ou d'employés de l'État et leur famille ;
- une localité avec des entreprises actives dans l'industrie, la construction ou les chemins de fer ;
- une localité qui possède des institutions d'éducation ou de recherche ;
- une localité qui possède des sanatoriums ou des activités de loisirs.

Dans des cas exceptionnels, même des localités de 500 à 2 000 habitants pouvaient atteindre le statut de commune urbaine en raison de leur potentiel de développement économique.
En Ukraine, au 1er janvier 1991, il y avait 921 communes urbaines. Leur nombre n'était plus que de 885 au 1er janvier 2013.
Le réseau urbain ukrainien présente des différences régionales importantes en raison des conditions historiques de la formation des villes.